# 東大阪市立楠根小学校
東大阪市立楠根小学校（ひがしおおさかしりつ くすねしょうがっこう）は、大阪府東大阪市にある公立小学校。

## 歴史
- 1872年（明治5年）11月2日 - 河内国第11区郷学校稲田分校発足
- 1873年（明治6年）5月 - 河内国第54番小学に改称
- 1874年（明治7年） - 河内国77番小学校開設許可
- 1875年（明治8年）5月25日 - 第3大学区堺県管内第18中学区稲田小、第3大学区堺県管内第18中学区長田小にそれぞれ改称
- 1882年（明治15年） - 大阪府河内国若江郡第2学区稲田小学校、大阪府河内国若江郡第2学区長田小学校にそれぞれ改称
- 1887年（明治20年） - 合併
- 1890年（明治23年）9月24日 - 大阪府河内国若江郡村立楠根尋常小学校に改称
- 1896年（明治29年）4月1日 - 大阪府中河内郡村立楠根尋常小学校に改称
- 1909年（明治42年）4月1日 - 大阪府中河内郡楠根尋常高等小学校に改称
- 1929年（昭和4年） - 大阪府中河内郡町立楠根尋常高等小学校に改称
- 1934年（昭和9年）9月21日 - 室戸台風の暴風雨により木造校舎が倒壊。児童が下敷きとなり死傷者[1]。
- 1937年（昭和12年）4月1日 - 大阪府布施市立楠根尋常高等小学校に改称
- 1941年（昭和16年）4月1日 - 大阪府布施市立楠根国民学校に改称
- 1947年（昭和22年）4月1日 - 大阪府布施市立楠根小学校に改称
- 1967年（昭和42年）2月1日 - 東大阪市立楠根小学校に改称